# Billie Rhodes
Billie Rhodes (nacida como Levita Axelrod) fue una actriz estadounidense que apareció en casi 200 películas durante su carrera.

## Biografía
Nacida en San Francisco, Rhodes comenzó su carrera como actriz en la Morrison Stock Company, una compañía de teatro local. Fue descubierta por Kalem Company, que le hizo un contrato de un año en 1913. Actuó principalmente en cortometrajes cómicos, pero también en el drama Perils at Sea. Una vez finalizado su contrato, empezó a cantar en clubes nocturnos y Al Christie, que entonces trabajaba para la Nestor Film Company, se puso en contacto con ella. Christie la contrató e hizo cortometrajes cómicos semanales durante todo el año siguiente.
En septiembre de 1916, Christie fundó su propio estudio de producción, la Christie Film Company, y contrató a Rhodes. Protagonizó A Seminary Scandal, la primera producción independiente de Christie, y luego pasó a actuar junto a Jay Belasco en una serie de comedias limpias. En 1918, pasó de los cortometrajes a los largometrajes tras ser convencida por William "Smiling Bill" Parsons, que se convirtió en su marido a principios de 1919. Sus trabajos como actriz en 1919 incluyeron dos papeles protagonistas en el mismo mes: Hoop-La y The Lamb and the Lion.
Tras la repentina muerte de Parsons en septiembre de 1919, Rhodes continuó haciendo películas, pero a un ritmo más lento, y sus películas posteriores a 1919 se consideraron fracasos comerciales. Cuando se casó con G. Pat Collins en 1927, se había retirado de la actuación y volvió a actuar en el teatro y en clubes nocturnos hasta su muerte en 1988 a la edad de 93 años.

## Filmografía seleccionada
La filmografía seleccionada incluye largometrajes de Rhodes.
- Perils at Sea (1913)
- Something in Her Eye (1915)
- Wanted: A Leading Lady (1915)
- Seminary Scandal (1916)
- The Girl of My Dreams (1918)
- The Blue Bonnet (1919)
- Hoop-La (1919)
- The Lamb and the Lion (1919)
- In Search of Arcady (1919)
- The Love Call (1919)
- Miss Nobody (1920)
- His Pajama Girl (1920)
- The Star Reporter (1921)
- Fires Of Youth (1924)
- Leave It to Gerry (1924)